# Gefle Metal Festival

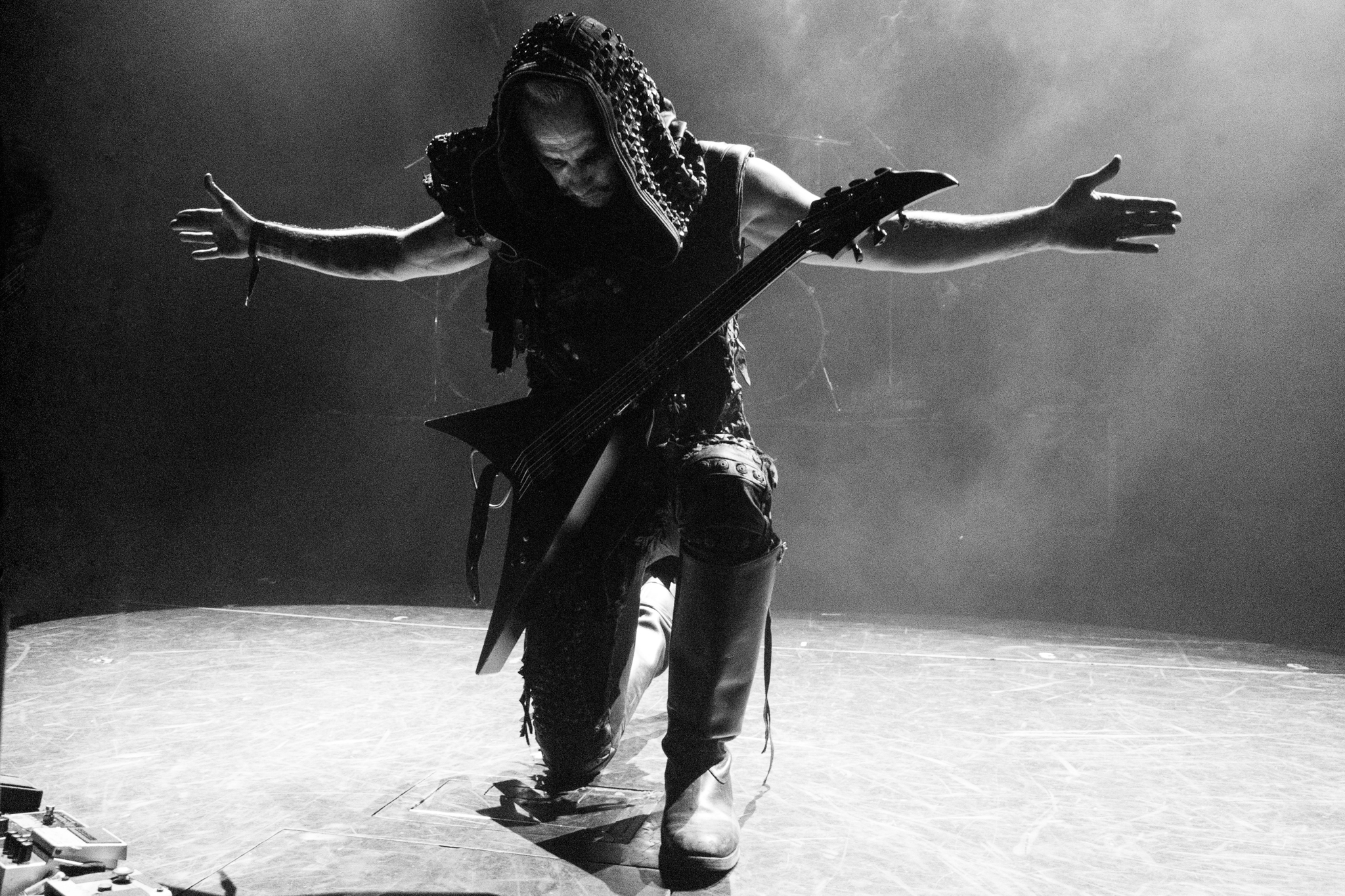
Nergal från polska bandet Behemoth (här från 2015) var huvudakt 2018

Gefle Metal Festival är en metal-/hårdrocksfestival i Gävle som hölls första gången 2016. Festivalen hålls i gasklockeområdet i stadsdelen Brynäs i centrala Gävle.

## Festivalår

### Festivalen 2016
Gefle Metal Festival hölls första gången 2016. Datum första året var 15-16 juli och festivalen presenterade 40 band som spelade på tre olika scener, Goat Stage, Fire Stage och Gas Stage. Några av banden som spelade var amerikanska Anthrax, polska Behemoth, tyska Kreator och svenska At the Gates.
Följande band spelade på festivalen 2016:
- Abbath
- Aborted
- Altair
- Amorphis
- Anthrax
- Arkaid
- At the Gates
- Avatarium
- Behemoth
- Bömbers
- Candlemass
- Dark Tranquillity
- Destruction
- Dr. Living Dead
- Firespawn
- Forever Still
- Frantic Amber
- Gadget
- Holy Moses
- In My Embrace
- Ihsan
- Ice Age
- Kreator
- Luftslott
- Man.Machine.Industry
- Mantar
- Mass Murder Agenda
- Misery Loves Co.
- Myrkur
- Obituary
- Overkill
- Puteraeon
- Serpent Omega
- SikTh
- Sister
- Sportlov
- Terminal Function
- Tyranex
- Vader
- Vallenfyre

### Festivalen 2017
Gefle Metal Festival hölls även 2017 och datum för det årets festival var 14-15 juli. Även detta år hade festivalen tre olika scener, en inomhus och två utomhus och fokus låg på musik inom de tyngre metalgenrerna som thrash, black, death och doom metal. Några av de stora akterna detta år var amerikanska Black Dahlia Murder, svenska Opeth, brittiska Paradise Lost och tyska Sodom. De band som spelade på festivalen var:
- Amon Amarth
- Arch Enemy
- Avslut
- Black Dahlia Murder
- Bloodbath
- Borknagar
- Dark Funeral
- Dead Sleep
- Death Angel
- Deströyer 666
- Dew Scented
- Eleine
- Ereb Altor
- Evil Invaders
- Fleshgod Apocalypse
- Grand Magus
- Heaven Shall Burn
- Insomnium
- Interment
- Jinjer
- Kobra And The Lotus
- Krisiun
- Lik
- Liv Sin
- Lost Society
- Mephorash
- Nekrodelirium
- Nekrokraft
- Nervosa
- Opeth
- Orbit Culture
- Pagandom
- Paradise Lost
- Sanctuary
- Sisters Of Suffocation
- Sodom
- Taake
- Testament

### Festivalen 2018
Festivalen 2018 gick av stapeln 13-14 juli och några av banden som spelade var polska Behemoth, amerikanska Cannibal Corpse, tyska Sodom, italienska Lacuna Coil samt de svenska banden Watain och At the Gates. Medan Behemoth avslutade fredagen var finska Children of Bodom huvudakt på lördagen.
Följande band var bokade till 2018 års festival:
- Angrepp
- Apocalypse Orchestra
- At the Gates
- Behemoth
- Belphegor
- Cannibal Corpse
- Carcass
- Children of Bodom
- Coroner
- Chugger
- Dråp
- Eluveitie
- F.K.Ü.
- Feral
- Grave Digger
- Infected Rain
- IXXI
- Lacuna Coil
- Letters from the Colony
- Mystik
- Null Positiv
- Once Human
- Skulldrain
- Sodom
- Soulfly
- Tesseract
- The Charm The Fury
- The Lurking Fear
- Tragederia
- Tyranex
- Venom
- Watain
- Wolfheart